# عبد الله عمران تريم
عبد الله عمران تريم (1948-2014) سياسي وإعلامي إماراتي بارز، لعب دوراً مع شقيقه الأكبر الراحل تريم عمران تريم في قيام وتاسيس دولة الإمارات العربية المتحدة، ويعد من أقطاب الإعلام العربي من خلال قيادته لمؤسسة دار الخليج للصحافة والطباعة والنشر التي تولى رئاسة مجلس إدارتها بعد وفاة شقيقه بتاريخ 16 مايو 2002 حتى وفاته.

## السيرة الشخصية
ولد عبد الله عمران تريم في إمارة الشارقة عام 1948. وتلقى تعليمه الابتدائي والإعدادي والثانوي في مدارس الشارقة والكويت. وأكمل تعليمه الجامعي في مصر حيث حصل على ليسانس في التاريخ من كلية الآداب في جامعة القاهرة عام 1966، وحصل على الدكتوراه في التاريخ من جامعة اكستر بالمملكة المتحدة عام 1986.

عمل عبد الله عمران تريم قبل قيام دولة الإمارات العربية المتحدة مدرساً في ثانوية العروبة بمدينة الشارقة لمدة سنتين، ثم مديراً لإدارة معارف الشارقة خلال الفترة 1968-1971، وأثناء ذلك كان مع أخيه الراحل تريم عمران تريم من الرواد الأوائل الذين ساهموا في إقامة اتحاد دولة الإمارات العربية، ورواد تأسيس الصحافة الخليجية، حيث أسسا جريدة الخليج عام 1970، ولعبا دورًا كبيرًا في مكافحة الاحتلال الأنجليزي وضد نفوذ شاه إيران وقتئذ في الخليج، حيث كانا ينتميان إلى التيار القومي.
وكان عبد الله عمران تريم مع شقيقه الراحل تريم عمران تريم عضواً في فريق المفاوضات التساعية والسباعية لإقامة دولة الاتحاد، وقد تولى منصب وزير العدل في أول حكومة اتحادية إماراتية خلال الفترة 1971-1972، ثم وزيراً للتربية والتعليم خلال الفترة 1972، كما كان أول وزير عدل في دولة الإمارات العربية المتحدة بين العامين 1971 – 1972، ثم عاد وزيرا للعدل بين الاعوام (1990 – 1997) فعمل ضمن فريقه الوزاري على صياغة العديد من التشريعات التي كان لها كبير الاثر في تقويم البنية التشريعية للدولة في مختلف المجالات القانونية. كما كلفه الشيخ زايد بن سلطان آل نهيان تأسيس جامعة الإمارات، وكان أول رئيس اعلى للجامعة. فعمل على وضع العديد من المناهج وطرق التعليم والدراسة. كما عمل مستشارا للشيخ زايد بن سلطان آل نهيان رئيس دولة الإمارات العربية المتحدة.
شارك عبد الله عمران تريم مع شقيقه تريم عمران في تأسيس جريدة الخليج 1970 وإعادة إصدارها عام 1980 حيث تطورت بعد ذلك إلى مؤسسة دار الخليج للصحافة والطباعة والنشر التي تصدر عنها ست مطبوعات يومية وأسبوعية وشهرية.وقد تولى قيادة المؤسسة مع أخيه تريم وعمل على تطوير أنشطتها المختلفة.

وبعد وفاة الراحل تريم عمران تريم بتاريخ 16 مايو 2002. ترأس عبد الله عمران تريم مجلس إدارة المؤسسة، كما ترأس مركز الخليج للدراسات الذي يصدر تقارير سنوية وكتب متنوعة تبحث في القضايا العربية عامة والخليجية خاصة. ومن ضمن أنشطة المركز إقامة الندوات والمحاضرات وكذلك المؤتمر السنوي الذي يستضيف أهل الخبرة والفكر للتداول في القضايا العربية والخليجية والمحلية.كما ترأس مجلس إدارة مؤسسة تريم عمران للأعمال الثقافية والإنسانية التي من أهم أنشطتها:
- مركز تريم عمران للتدريب والتطوير الإعلامي الذي قام حتى الآن بتدريب المئات من الإعلاميين في مجالات متنوعة على مدى السنوات الماضية مجانا.
- جائزة تريم عمران للصحافة التي فاز بها حتى الآن الكثير من الإعلاميين.

## النشاط الفكري
له مؤلفات حول قيام دولة الإمارات العربية المتحدة، والتعليم والتنمية والكثير من المقالات الفكرية والسياسية. كما شارك في الكثير من الندوات والمؤتمرات المحلية والإقليمية والدولية في مراكز الأبحاث المتنوعة، وكان عضواً فاعلاً في الكثير من مراكز الأبحاث، والدراسات، والمنتديات الفكرية والاقتصادية والسياسية العربية والمحلية.

## الجوائز
- تم اختياره شخصية العام الإعلامية خلال حفل ختام منتدى الإعلام العربي وجائزة الصحافة العربية في دورتهما التاسعة وتسلم جائزته من الشيخ محمد بن راشد آل مكتوم راعي الحفل تقديراً له على عطاءاته وخدمته للصحافة الإماراتية خاصة، والصحافة العربية عموماً، على مدى نحو أربعين عاماً.

## وفاته
توفي عبد الله عمران تريم في الشارقة يوم 30 يناير 2014.

## وصلات داخلية
- دار الخليج للصحافة والطباعة والنشر
- صحيفة الخليج
- مجلة الشروق
- مجلة كل الأسرة
- تريم عمران تريم